# ورلسهاوزن
ورلسهاوزن (به آلمانی: Werleshausen) یک منطقهٔ مسکونی در آلمان است که در ویتسن‌هاوزن واقع شده‌است. ورلسهاوزن ۵۰۰ نفر جمعیت دارد.